# Pomaderris obcordata
Pomaderris obcordata är en brakvedsväxtart som beskrevs av Edward Fenzl. Pomaderris obcordata ingår i släktet Pomaderris och familjen brakvedsväxter. Inga underarter finns listade i Catalogue of Life.